# 瓦多 (緬因州)
瓦多（英語：Waldo）是一個位於美國緬因州瓦多縣的鎮。

## 人口
根據2020年美國人口普查的數據，瓦多的面積為49.99平方千米，當中陸地面積為49.96平方千米，而水域面積為0.03平方千米。當地共有人口795人，而人口密度為每平方千米16人。